# Лучшие пончики
«Лу́чшие по́нчики» (англ. Superior Donuts) — американский ситком, премьера которого состоялась 2 февраля 2017 года на телеканале CBS. После спецпоказа первого эпизода после «Теории Большого взрыва», шоу переехало в свой обычный таймслот в понедельник; второй эпизод вышел в эфир 6 февраля 2017 года. Сериал основан на одноимённой пьесе Трейси Леттса.
23 марта 2017 года сериал был продлён на второй сезон. 12 мая 2018 года сериал был закрыт после второго сезона.

## Сюжет
Сюжет сериала вращается вокруг магазина пончиков в Чикаго, владельцем которого является Артур Пржибижевски (Джадд Хирш). Артур нанимает молодого продавца, Франко Уикса (Жермен Фаулер), который, к неудовольствию хозяина, предлагает модернизировать и улучшить магазинчик, чтобы избавиться от финансовых проблем.

## В ролях
- Джадд Хирш — Артур Пржибижевски
- Жермен Фаулер — Франко Уикс
- Кэти Сагал — офицер Рэнди Делука
- Дэвид Кокнер — Карл «Таш» Ташински
- Маз Джобрани — Фауз
- Анна Барышников — Майя
- Дэриен Силлс-Эванс — офицер Джеймс Джордан
- Релл Баттл — Свитпэнтс

## Список эпизодов

### Сезон 1 (2017)
| № общий | № в сезоне | Название                    | Режиссёр        | Автор сценария                           | Дата премьеры   | Произв. код | Зрители в США (млн) |
| ------- | ---------- | --------------------------- | --------------- | ---------------------------------------- | --------------- | ----------- | ------------------- |
| 1       | 1          | «Pilot»                     | Джеймс Берроуз  | Боб Дэйли & Нил Голдман & Гаррет Донован | 2 февраля 2017  | 101         | 10.54               |
| 2       | 2          | «What's the Big Idea?»      | Джеймс Берроуз  | Бетси Томас                              | 6 февраля 2017  | 102         | 7.34                |
| 3       | 3          | «Crime Time»                | Джеймс Берроуз  | Питер Мурьета                            | 13 февраля 2017 | 103         | 7.25                |
| 4       | 4          | «Trust Me»                  | Джеймс Берроуз  | Боб Дэйли & Нил Голдман & Гаррет Донован | 20 февраля 2017 | 104         | 6.71                |
| 5       | 5          | «Takin' It to the Streets»  | Джеймс Берроуз  | Синди Аппель                             | 27 февраля 2017 | 105         | 6.35                |
| 6       | 6          | «Arthur's Day Off»          | Джеймс Берроуз  | Эмили Р. Уилсон                          | 6 марта 2017    | 106         | 6.18                |
| 7       | 7          | «The Amazing Racists»       | Кен Уиттингем   | Робб Чавис                               | 13 марта 2017   | 107         | 6.21                |
| 8       | 8          | «Man Without a Health Plan» | Марк Сендроуски | Хью Мур                                  | 20 марта 2017   | 108         | 5.22                |
| 9       | 9          | «Get It, Arthur»            | Гейл Манкусо    | Дэн Сен-Жермен                           | 27 марта 2017   | 109         | 5.28                |
| 10      | 10         | «Painted Love»              | Бетси Томас     | Нил Голдман & Гаррет Донован             | 10 апреля 2017  | 110         | 5.02                |
| 11      | 11         | «Wage Against the Machine»  | Джеймс Берроуз  | Марк Миллар & Аарон Ваккаро              | 17 апреля 2017  | 111         | 5.08                |
| 12      | 12         | «Art for Art's Sake»        | Филл Льюис      | Такер Коули & Дэн О’Шэннон               | 1 мая 2017      | 112         | 5.15                |
| 13      | 13         | «Secrets and Spies»         | Джеймс Берроуз  | Боб Дэйли                                | 8 мая 2017      | 113         | 4.84                |

## Производство
Оригинальный пилотный эпизод изначально создавался для телесезона 2015/16 годов, однако не был заказан и отправлен на переработку. В мае 2016 года был заказан новый пилотный эпизод с датой премьеры в мидсезон. 21 сентября 2016 года CBS дал сериалу «зелёный свет».

## Отзывы критиков
На сайте-агрегаторе Rotten Tomatoes сериал держит 62 % «свежести», что основано на 21-м отзыве со средним рейтингом 5,7/10. Критический консенсус сайта гласит: «Пока талантливый актёрский состав „Лучших пончиков“ показывает себя с лучшей стороны, раздражающий закадровый смех и несвежие шутки проделывают дыру в слегка сварливом, но вместе с тем актуальном, повествовании». На Metacritic сериал получил 56 баллов из ста, что основано на 22-х «смешанных и средних» отзывах критиков.